# Île Saint-Germain
Die Île Saint-Germain ist eine in der Seine gelegene Binneninsel in der Nähe von Paris und gehört zur Stadt Issy-les-Moulineaux.
Die Insel war bis zum Jahr 1980 ein militärisches Gebiet, dann wurde sie in zwei Seiten eingeteilt, wobei auf der einen Seite ein 18 ha großer Regionalpark entstand und die andere Seite Wohnsitz für Künstler und Architekten wurde. In diesem Teil liegt auch eine Schrebergartenanlage.

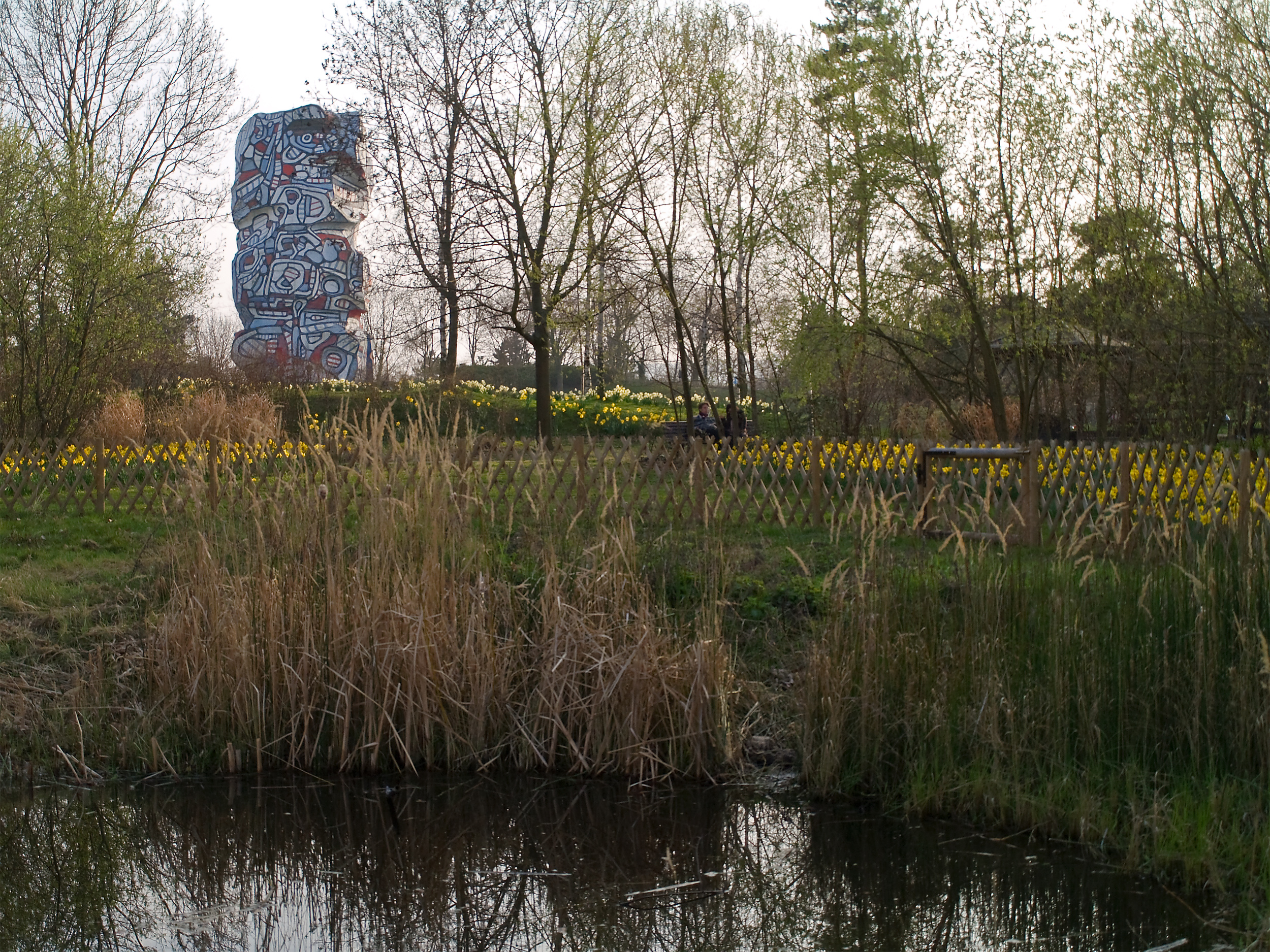
Île Saint-Germain Regionalpark